# Papas con cuero
Las papas con cuero son un plato de comida que se consume tradicionalmente en algunas localidades de la región Sierra del Ecuador, consiste en un caldo de piel de chancho cocinado con papas y especies.
En ciudades como Quito son, actualmente, una comida rápida de fácil acceso. Este plato se lo puede encontrar en puestos de ventas en la vía pública, restaurantes, restaurantes gastronómicos tradicionales.

## Origen
Durante el periodo histórico de la colonia española en el Ecuador, el cuero del chancho era descartado como desecho hasta que los indígenas lo combinaron con las papas para crear un caldo.